# Angelo Barbarigo
Angelo Barbarigo (Venezia, 1350 circa – Ginevra, 16 agosto 1418) è stato un cardinale italiano.
Nipote di papa Gregorio XII, era detto il Cardinal di Verona.

## Biografia
Fu vescovo di Cisamo a partire, probabilmente, dal 1387 per circa un ventennio; sono rimaste poche testimonianze di questo periodo, comunque diede prova di essere un saggio amministratore ed un fedele suddito della Repubblica veneziana.
Su forte pressione della Repubblica di Venezia, nel settembre 1406 fu nominato vescovo di Verona da papa Innocenzo VII.
Nel 1408 il nuovo papa Gregorio XII lo creò cardinale con il titolo di Santi Marcellino e Pietro, ma continuò a mantenere la cattedra veronese. Avendo seguito lo zio papa nelle sue peregrinazioni in Italia, prima a Cividale, poi a Rimini e Gaeta, il papa Alessandro V (di obbedienza pisana) lo privò della sede veronese ed al suo posto nominò Guido Memo, vescovo di Pola.
Partecipò attivamente alla seconda parte del concilio di Costanza e si segnalò sia per prudenza che per dottrina; partecipò al conclave che elesse papa Martino V e che pose fine allo scisma d'Occidente. L'anno successivo, alla fine del concilio, lasciò Costanza per accompagnare il papa nel suo tragitto verso Roma, ma il Barbarigo fu colpito da improvvisa malattia e spirò a Ginevra; venne sepolto nella cattedrale cittadina.